# 3-Metylofentanyl
3-Metylofentanyl (3-MF, mefentanyl) – organiczny związek chemiczny, syntetyczny lek opioidowy (pochodna fentanylu) objęty Jednolitą konwencją o środkach odurzających z 1961 roku (wykazy I i IV). W Polsce jest na wykazach I-N i IV-N Ustawy o przeciwdziałaniu narkomanii.
3-Metylofentanyl jest jednym z najsilniejszych leków rozprowadzanych na nielegalnym rynku, do 1000 razy silniejszy niż morfina. Izomer cis 3-metylofentanylu jest aktywniejszy. Działanie analgetyczne izomeru cis jest ok. 6700×, a izomeru trans ok. 400× silniejsze niż morfiny.

## Właściwości bojowe
Istnieją podejrzenia, że 3-metylofentanyl i być może fentanyl zostały zastosowane przez rosyjskie siły specjalne „Alfa” i „Wympieł” podczas akcji odbijania zakładników przetrzymywanych w teatrze na Dubrowce dnia 26.10.2002. Środki te zostały rozpuszczone w halotanie aby stały się łatwo lotne. W trakcie tej akcji zginęło około 100 osób. Już po zakończeniu akcji zmarło następne kilkadziesiąt osób. Według władz Rosji przyczyną śmierci nie był sam gaz, lecz osłabienie zakładników.